# Teen Wolf (phim truyền hình)

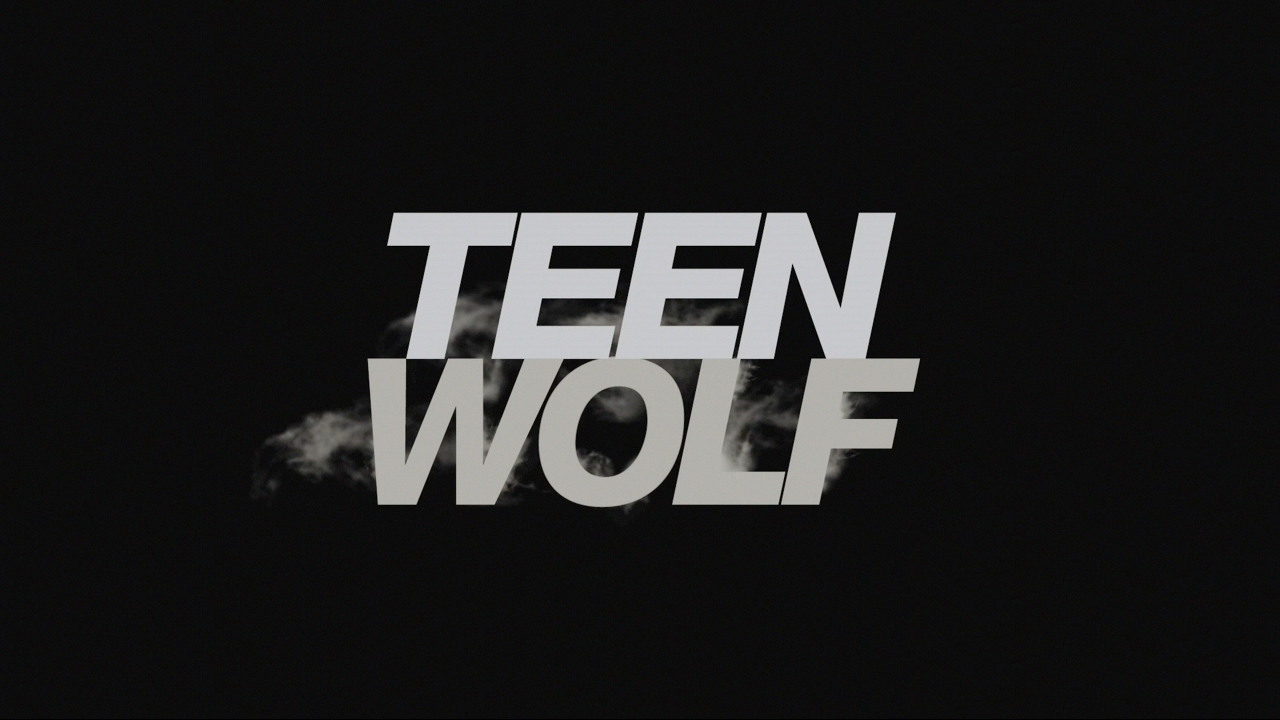
Hình ảnh tựa đề của bộ phim vào năm 2011

Teen Wolf là một bộ phim truyền hình Mỹ được phát triển bởi Jeff Davis cho MTV. Nó dựa trên bộ phim cùng tên năm 1985, và ngôi sao Tyler Posey là một thiếu niên tên Scott McCall, người bị người sói cắn và phải đối phó với cách nó ảnh hưởng đến cuộc sống của anh ta và cuộc sống của những người gần gũi nhất với anh ta, và Dylan O'Brien vào vai "Stiles" Stilinski, bạn thân nhất của Scott. Bộ này đã nhận được đánh giá tích cực từ các nhà phê bình.
Teen Wolf được công chiếu vào ngày 5 tháng 6 năm 2011, sau Giải thưởng điện ảnh MTV năm 2011. Vào ngày 21 tháng 7 năm 2016, các diễn viên đã thông báo tại Comic Con rằng phần thứ sáu sẽ là bộ phim cuối cùng. Bộ phim kết thúc phát sóng vào ngày 24 tháng 9 năm 2017.